# ヘリテージング100選
ヘリテージング100選（ヘリテージングひゃくせん）とは、毎日新聞社が創刊135年を記念して行った周年事業。日本全国からふさわしい近代遺産を公募し、応募データに基づいて2006年（平成18年）10月29日に選考委員会が開かれ、100件の近代遺産がヘリテージング100選として選定された。新聞紙上での発表は2006年（平成18年）11月16日、12月26日、2007年（平成19年）1月24日の3回に分けて行われた。この事業には国土交通省、文化庁、社団法人日本観光協会、財団法人日本ナショナルトラストが後援している。またヘリテージング100選の企画にあたっては、株式会社博報堂とヘリテージング研究所が協力を行っている。
ヘリテージングは、明治維新から昭和戦前までの間に造られた、近代遺産のすべてを観光の対象とする観光レジャーの一形態であり、建築・建造物の文化的価値や学術的価値とは別に、「なつかしい」「めずらしい」「うつくしい」という感動要素があじわえるかどうかという観光価値を重視しており、ヘリテージング100選においても、この観点から100件の近代遺産が選定されている。

## 選考委員
- 伊東孝（日本大学理工学部教授）
- 岸本葉子（エッセイスト）
- 増田彰久（写真家）
- 朝比奈豊（毎日新聞社常務取締役主筆）

## ヘリテージング100選一覧

### 北海道地方
- 旧国鉄士幌線コンクリートアーチ橋りょう群（タウシュベツ川橋りょう、第三音更川橋りょう、第五音更川橋りょうなど） - 上士幌町
- 函館市内（旧函館区公会堂、函館ハリストス正教会復活聖堂、元町・末広町周辺の和洋折衷住宅など）（旧函館区公会堂、函館ハリストス正教会復活聖堂は国の重要文化財）
- 小樽市内（日本銀行旧小樽支店金融資料館と北のウォール街、旧日本郵船（株）小樽支店、小樽市鰊御殿など）（旧日本郵船小樽支店は国の重要文化財）
- 野外博物館北海道開拓の村（旧浦河支庁庁舎、旧開拓使工業局庁舎、旧北海中学校など） - 札幌市厚別区（旧開拓使工業局庁舎は国の重要文化財）

### 東北地方
- 青森県
  - 弘前市内（旧第五十九銀行本店本館、弘前学院外人宣教師館、旧弘前偕行社、旧弘前市立図書館、旧東奥義塾外人教師館など）（旧第五十九銀行本店本館、弘前学院外人宣教師館、旧弘前偕行社は国の重要文化財）

- 岩手県
  - 小岩井農場 - 雫石町（21棟の建造物が国の重要文化財）
  - 盛岡市内（旧盛岡銀行、旧第九十国立銀行、岩手県公会堂、紺屋町番屋など） - （旧盛岡銀行、旧第九十国立銀行は国の重要文化財）

- 宮城県
  - 旧登米高等尋常小学校校舎 - 登米市（国の重要文化財）
  - 野蒜築港事業関連遺構（石井閘門、東突堤・西突堤、北上運河など） - 石巻市、東松島市（石井閘門は国の重要文化財）

- 秋田県
  - 小坂鉱山事務所・康楽館 - 小坂町（小坂鉱山事務所・康楽館は国の重要文化財）
  - 藤倉水源地水道施設 - 秋田市（国の重要文化財）
  - 十和田ホテル本館 - 小坂町

- 山形県
  - 山形市郷土館（旧済生館本館） - 山形市（国の重要文化財）
  - 山居倉庫 - 酒田市

- 福島県
  - 天鏡閣 - 猪苗代町（国の重要文化財）
  - 蔵の町・喜多方（甲斐本家、井上合名会社・金忠、安勝寺本堂など） - 喜多方市
  - 安積疏水関連施設（十六橋水門、十六橋、麓山の滝など） - 猪苗代町、会津若松市、郡山市

### 関東地方
- 茨城県
  - 水戸市水道低区配水塔 - 水戸市
  - 牛久シャトー - 牛久市（旧事務室、旧醗酵室、旧貯蔵庫は国の重要文化財）

- 栃木県
  - イタリア大使館別荘記念公園本邸 - 日光市
  - 日光金谷ホテル - 日光市
  - 旧下野煉化製造会社煉瓦窯 - 野木町（国の重要文化財）

- 群馬県
  - 碓氷第三橋梁（通称：めがね橋） - 安中市（「碓氷峠鉄道施設」の一部として国の重要文化財）
  - 富岡製糸場 - 富岡市（国宝）

- 埼玉県
  - 日本煉瓦製造（株）旧煉瓦製造施設ホフマン輪窯6号窯 - 深谷市（国の重要文化財）
  - 蔵の町・川越（陶舗やまわ、埼玉りそな銀行川越支店（旧第八十五銀行本店）など） - 川越市

- 千葉県
  - 犬吠埼灯台 - 銚子市（国の重要文化財）
  - 富津元洲堡塁砲台 - 富津市

- 東京都
  - 隅田川近代10橋（勝鬨橋、清洲橋、永代橋など） - 中央区、江東区（勝鬨橋、清洲橋、永代橋は国の重要文化財）
  - 丸の内かいわい（明治生命館、東京駅など） - 千代田区（明治生命館、東京駅丸ノ内本屋は国の重要文化財）
  - 銀座・日本橋かいわい（日本銀行本店、三井本館、築地本願寺など） - 中央区（日本橋、日本銀行本店、三井本館、築地本願寺は国の重要文化財）
  - 上野の杜かいわい（旧岩崎久弥邸、台東区立旧東京音楽学校奏楽堂、東京国立博物館表慶館など） - 台東区（旧岩崎邸、奏楽堂、表慶館は国の重要文化財）

- 神奈川県
  - 富士屋ホテル - 箱根町
  - 横浜・関内地区（横浜市開港記念会館、神奈川県立歴史博物館、横浜赤レンガ倉庫など） - 横浜市中区（横浜市開港記念会館は国の重要文化財）
  - 横浜・山手地区（外交官の家、ベーリック・ホール、横浜市イギリス館など） - 横浜市中区（外交官の家は東京都渋谷区から移築したもので国の重要文化財）
  - 多摩川下流の河川施設（川崎河港水門、六郷水門など） - 川崎市川崎区、東京都大田区

### 中部地方
- 山梨県
  - 甲府市藤村記念館（旧睦沢学校校舎） - 甲府市（国の重要文化財）

- 長野県
  - 旧開智学校 - 松本市（国宝）
  - 読書発電所施設1構（読書発電所、桃介橋、柿其水路橋） - 南木曽町（読書発電所は国の重要文化財）
  - 軽井沢万平ホテル - 軽井沢町

- 新潟県
  - 旧新潟税関庁舎 - 新潟市（国の重要文化財）
  - 大河津分水路 - 燕市
  - 佐渡金山産業近代遺跡（大間港、佐渡金山、大竪坑など） - 佐渡市（旧採鉱施設3基4棟1所が国の重要文化財）

- 富山県
  - 入善町下山芸術の森発電所美術館 - 入善町

- 石川県
  - 禄剛埼灯台 - 珠洲市
  - 金沢市内（石川県立歴史博物館、石川近代文学館、尾山神社神門など） - 金沢市（歴史博物館、近代文学館、尾山神社神門は国の重要文化財）

- 福井県
  - 敦賀港かいわいレトロ建築群（敦賀市立博物館、敦賀赤レンガ倉庫、旧敦賀港駅ランプ小屋など） - 敦賀市

- 岐阜県
  - 関西電力（株）大井ダム - 恵那市

- 静岡県
  - 大井川鐵道 - 島田市
  - 旧マッケンジー住宅 - 静岡市

- 愛知県
  - 名古屋市・産業観光関連（松重閘門、トヨタ産業技術記念館、ノリタケの森など） - 名古屋市中川区、西区
  - 名古屋市・東山地区（東山給水塔、鍋屋上野浄水場旧第1ポンプ所、東山植物園温室など） - 名古屋市千種区（東山植物園温室前館は国の重要文化財）
  - 博物館明治村 - 犬山市（旧品川燈台等の館内の10件11棟の建築物が国の重要文化財）

### 近畿地方
- 三重県
  - 伊勢大橋 - 桑名市
  - 六華苑（旧諸戸清六邸） - 桑名市（国の重要文化財）

- 滋賀県
  - 近江鉄道電気機関車群と鳥居本駅 - 彦根市

- 京都府
  - 舞鶴赤レンガ倉庫群 - 舞鶴市（国の重要文化財）
  - 琵琶湖疏水施設群（水路閣、蹴上インクライン、旧九条山浄水場ポンプ室など） - 京都市左京区、山科区、東山区

- 大阪府
  - 南海本線浜寺公園駅 - 堺市西区
  - 大阪市・中之島界隈（大阪市中央公会堂、大阪府立中之島図書館、日本基督教団大阪教会、浪花教会、綿業会館本館、大阪倶楽部など） - 大阪市北区、西区、中央区（中央公会堂、中之島図書館、綿業会館本館は国の重要文化財）
  - 泉布観 - 大阪市北区（国の重要文化財）

- 兵庫県
  - 余部鉄橋 - 香美町（架替中）
  - 神戸旧居留地（旧居留地十五番館、旧居留地38番館、神戸市立博物館、神戸商船三井ビル、チャータードビル、神港ビル、海岸ビル、日本真珠会館など） - 神戸市中央区（十五番館は国の重要文化財）

- 奈良県
  - 日本聖公会奈良基督教会礼拝堂 - 奈良市
  - JR旧奈良駅舎 - 奈良市
  - 奈良ホテル - 奈良市
  - 奈良国立博物館 - 奈良市（本館は国の重要文化財）

- 和歌山県
  - 旧和歌山県会議事堂（一乗閣） - 岩出市（国の重要文化財）

### 中国地方
- 鳥取県
  - 仁風閣 - 鳥取市（国の重要文化財）

- 島根県
  - 旧大社駅 - 出雲市（国の重要文化財）
  - 興雲閣 - 松江市

- 岡山県
  - 倉敷市・美観地区（倉敷アイビースクエア、大原美術館、旧大原家住宅、井上家住宅など） - 倉敷市（旧大原家住宅および井上家住宅は国の重要文化財）
  - 津山洋学資料館旧館 - 津山市

- 広島県
  - 旧海軍施設群（幹部候補生学校庁舎、海上自衛隊呉地方総監部庁舎、旧呉鎮守府司令長官官舎（入船山記念館本館）など） - 江田島市、呉市（司令長官官舎は国の重要文化財）

- 山口県
  - 山口県政資料館 - 山口市（国の重要文化財）
  - 旧秋田商会ビル - 下関市

### 四国地方
- 徳島県
  - 脇町劇場・オデオン座 - 美馬市
  - 徳島市水道局佐古配水場ポンプ場 - 徳島市

- 香川県
  - 豊稔池 - 観音寺市（豊稔池堰堤は国の重要文化財）

- 愛媛県
  - 別子銅山跡およびその関連施設（旧水力発電所、芦谷川鉄橋、第四通洞など） - 新居浜市
  - 松山市内（道後温泉本館、萬翠荘（愛媛県立美術館分館郷土美術館）、ロシア人墓地など）（道後温泉本館および萬翠荘は国の重要文化財）
  - 長浜大橋 - 大洲市（国の重要文化財）

- 高知県
  - 一斗俵沈下橋 - 四万十町

### 九州・沖縄地方
- 福岡県
  - 河内貯水池堰堤 - 北九州市八幡東区（国の重要文化財）
  - 柳川市内（西洋館（立花家迎賓館）、並倉など） - 柳川市
  - 旧三池炭鉱関連施設群（旧三井港倶楽部、旧三池炭鉱宮浦坑煙突、三井港閘門など） - 大牟田市（宮原坑施設、旧万田坑施設は国の重要文化財）
  - 門司港レトロ地区（門司港駅、北九州市旧門司三井倶楽部、北九州市旧大阪商船など） - 北九州市門司区（門司港駅、三井倶楽部は国の重要文化財）

- 佐賀県
  - 武雄温泉新館および楼門 - 武雄市（国の重要文化財）
  - 旧筑後川橋りょう（筑後川昇開橋）および筑後川導流堤 - 佐賀県佐賀市、福岡県大川市、福岡県柳川市（昇開橋は国の重要文化財）

- 長崎県
  - 端島（軍艦島） - 長崎市
  - 長崎市東・南山手地区（グラバー園、大浦天主堂、東山手洋風住宅群など）（大浦天主堂は国宝、グラバー園内の旧グラバー邸などは国の重要文化財）
  - 五島列島・平戸の天主堂群（青砂ヶ浦天主堂、田平天主堂、紐差天主堂など） - 新上五島町、平戸市（青砂ヶ浦天主堂、田平天主堂は国の重要文化財）

- 熊本県
  - 旧国鉄宮原線コンクリートアーチ橋りょう群（廣平橋りょう、菅迫橋りょう、幸野川橋りょうなど） - 小国町
  - 三角西港 - 宇城市（国の重要文化財）
  - 八代郡築の干拓施設（旧郡築新地甲号樋門（郡築三番町樋門）、郡築二番町樋門） - 八代市（旧郡築新地甲号樋門は国の重要文化財）

- 大分県
  - 竹田市・農業水利施設群（白水溜池堰堤水利施設、明正井路一号幹線一号橋、若宮井路笹無田石拱橋、鏡石拱橋など）（白水溜池堰堤水利施設は国の重要文化財）

- 宮崎県
  - 綱ノ瀬橋 - 延岡市（国の重要文化財）

- 鹿児島県
  - 曽木発電所遺構 - 伊佐市
  - 集成館事業施設群（旧集成館機械工場（尚古集成館本館）、旧鹿児島紡績所技師館（異人館）、旧吉野植林所事務所（磯工芸館）など） - 鹿児島市（旧集成館機械工場、旧鹿児島紡績所技師館は国の重要文化財））

- 沖縄県
  - 樋川（ヒージャー）群（仲村渠樋川、垣花樋川、宝口樋川など） - 南城市、那覇市（仲村渠樋川は国の重要文化財）